# Lac Kokanee
Pour les articles homonymes, voir Kokanee.
Le lac Kokanee est un lac situé en Colombie-Britannique à l'ouest du Canada.
Il fait 1 200 m de long sur 400 m de large. Il se trouve à 1 981 m d'altitude.
C'est dans ce lac que s'est noyé accidentellement en 1998 Michel Trudeau, le plus jeune des trois fils de Pierre Elliott Trudeau,. Il a été emporté dans le lac par une avalanche alors qu'il faisait du ski.